# Grimpella thaumastocheir
Der Grimpella thaumastocheir ist ein großer Kopffüßer aus der Gattung der Grimpella, in dessen Systematik er gleichzeitig die einzige Art darstellt. Er lebt im Indischen Ozean. Beschrieben wurde die Art erstmals von Guy Coburn Robson im Jahr 1928, der im selben Jahr auch die Gattung aufstellte. Im englischen wird er auch Velvet Octopus („Samt-Oktopus“) genannt.

## Merkmale

### Anatomie
Grimpella thaumastocheir hat eine Mantellänge von 50 Millimetern und erreicht eine Gesamtlänge von 25 Zentimetern.
Die gleichlangen Tentakeln erreichen die 4- bis 4,5-fache Länge des Mantels. Grimpella thaumastocheir besitzt zwei Reihen von Saugnäpfen an jedem Arm. Bei größeren Tieren befinden sich an jedem normalen Tentakel bis zu 130 Saugnäpfe. Bei reifen Männchen befinden sich an jedem Arm zwei bis drei vergrößerte Saugnäpfe. Sie treten ab den achten proximalen Saugnapf auf. Bei männlichen Grimpella thaumastocheir bildet der dritte rechte Arm den Hectocotylus. Dieser erreicht 70 % der Länge des gegenüberliegenden Armes. An der Spitze befindet sich eine lange und robuste Ligula, die fünf bis sieben Prozent der Länge des Begattungsarmes erreicht. Der Calamus weist 80 % des Durchmessers der Ligula auf und ist vergleichsweise sehr groß. Der Hectocotylus besaß bei untersuchten Männchen lediglich 52 Saugnämpfe.
Die Schwimmhaut ist von mäßiger Tiefe und bedeckt an der tiefsten Stelle bis zu 32 % der Armlänge. Sie ist in den einzelnen Abschnitten ungefähr gleich tief.
Die Kiemen besitzen sieben bis neun Lamellen pro Demibranch. Das Trichterorgan hat ein UU-förmiges Aussehen. Die Glieder sind von ungefähr gleicher Länge. Die Radula besteht aus neun Elementen, sieben Zahnreihen und Randplatten. Der deutlich ausgeprägte Kropf bildet eine Nebenabzweigung der Speiseröhre.

### Aussehen
Grimpella thaumastocheir hat im Normalfall eine gleichmäßige Farbgebung, die eine Mischung aus Grau, Lila und Rotbraun bildet. Die Seitenflächen weisen einen grün schillernden Farbton auf. Falsche Augenflecken (Ocellen) sind bei dieser Art nicht vorhanden. Wie alle Echten Kraken kann Callistoctopus macropus sein Aussehen der Umgebung anpassen. Diese Tarnung beruht auf einer Kombination aus verschiedenen Chromatophoren und einer Veränderung der Hauttextur
Die Struktur der Haut wirkt streuartig und ist übersät mit kleinen warzenartigen Gebilden, genannt Papillen. Diese sind an den Spitzen abgerundet und von niedriger Struktur. Über den Augen befinden sich keine Papillen. Ein Hautkamm um den seitlichen Rand des Mantels ist nicht vorhanden.

## Lebensweise

### Lebensraum
Grimpella thaumastocheir lebt an der südlichen Küste von Australien. Er lebt nachtaktiv, in Tiefen von 0 bis 420 Metern unter dem Meeresspiegel. Den Lebensraum bilden Felsenriffe und Geröll in Ufernähe.

### Fortpflanzung
Die Männchen führen verschiedene Figuren in wechselnden Farben auf, um Weibchen zu umwerben. Während der Paarung umfasst das Männchen das Weibchen mit seinen Armen und führt den Hectocotylus in die Mantelhöhle des Weibchens, wo die Befruchtung stattfindet. Die männlichen und weiblichen Exemplare sterben in der Regel nach dem Laichen und Brüten.
Die Embryonen besitzen nach dem Schlüpfen planktonische Größe. Sie leben für einige Zeit pelagisch, bis sie anfangen zu wachsen und als erwachsene Tiere ein benthisches Leben zu führen.